# Marca trilete
Espora trilete es una designación dada en biología a las esporas o granos de polen con aspecto triangular que presentan en la superficie germinal una estructura en forma de "Y" llamada "cicatriz o marca trilete".

## Descripción
La cicatriz en forma de "Y" que caracteriza a este tipo de gameta resulta de la división por meiosis de la célula estaminal en cuatro células reproductivas equivalentes, formando una tétrada en la cual cada una de las células hijas da origen a una espora. La división ocurre de forma que las cuatro células presentan un único punto de contacto en común que al separarse las esporas deja en cada una de ellas la marca de los puntos de homogeneidad y de las líneas de contacto con células adyacentes, formando la referida marca o sutura en forma de "Y" también llamada lesura. El mismo efecto puede ser producido prensando 4 bolas de arcilla o de plastilina unas contra otras y despegándolas cuidadosamente.
Este tipo de espora es común en muchos géneros de musgos, licopodiáceas y helechos. El registro fósil data desde el Ordovícico tardío, inicialmente formando un componente raro y geográficamente aislado dentro del contexto de las criptoesporas. Las esporas trilete parecen ser los ancestros directos de las plantas terrestres debido a su tamaño, morfología, estructura de la pared y abundancia.